# 太平洋諸島信託統治領

太平洋諸島信託統治領
Trust Territory of the Pacific Islands

国歌: The Star-Spangled Banner（英語）
星条旗 

1. 
2. 

太平洋諸島信託統治領（たいへいようしょとうしんたくとうちりょう、英：Trust Territory of the Pacific Islands）は、1947年よりミクロネシアに存在した国際連合の信託統治領。国際連盟からの受任を受けて大日本帝国が委任統治した南洋群島と同一の地域で、1944年にアメリカ合衆国軍がこの地域を軍事占領した経緯から、施政権者はアメリカ合衆国となっている。
1980年前後から、米国は自由連合盟約やコモンウェルス盟約を締結した地区に対して、個別に信託統治を終了させ、1994年のパラオとの自由連合盟約の締結をもって、太平洋諸島信託統治領は消滅した。

## 歴史

### 創設
この地域は国際連盟下で日本の委任統治領とされ、太平洋戦争では激戦地となったが、1944年秋までにその主要部分は米軍の占領下に入った。
第二次世界大戦後、国連憲章で創設された信託統治制度の信託統治地域には国連総会が管轄する通常の信託統治地域と安全保障理事会が管轄する戦略地域があり、太平洋諸島は信託統治地域のうち「戦略地区」に指定された唯一の地域である。
ミクロネシアはハワイとグアムをつなぐ海上輸送路となっており、米国国内では軍側が戦略的重要性などから併合により領土化することを主張していたが、国務省はこれに反対した。そこで「戦略信託統治」（Strategic Trust）という制度を創設し、米国が拒否権をもつ安全保障理事会の管轄下に置く構想が出され具体化したものである。
信託統治協定案は1947年2月26日にアメリカ代表から提出され、安全保障理事会での審議には常任理事国と非常任理事国（オーストラリア、ベルギー、ブラジル、コロンビア、ポーランド、シリア）に加え、極東委員会からも意見を聴取するためインド、オランダ、ニュージーランド、フィリピンも参加した。
協定案は5箇所の修正が行われ、1947年4月2日に安全保障理事会で承認された。これにより南洋群島における日本の委任統治は法的にも終了した。4月に安全保障理事会で承認された信託統治協定は、同年7月18日の米国上下両院の合同会議による承認とトルーマン大統領の署名により即日発効した。

### 統治
1947年7月18日、トルーマン大統領は行政命令を発して海軍による直接の軍政を廃止し、海軍長官に信託統治地域で民政を行う権限と責任を委任した。
その後、1951年6月29日の行政命令で、同年7月1日に施政権は海軍省から内務省の管轄に移された。しかし、東西冷戦の激化に伴い、1952年11月10日に北マリアナ諸島のサイパン島とテニアン島、1953年7月17日に北マリアナ諸島のロタ島を除く地域が海軍省の管轄に移管された。
ミクロネシア全域が再び内務省の管轄となったのは1962年7月1日である。信託統治領政府は行政・立法・統治部と司法部に分かれ、前者はアメリカ大統領に任命され、内務長官の監督を受ける高等弁務官が指揮した。また、各地区には地区行政官が置かれた。
立法権については諮問的機関として1961年からミクロネシア評議会が設置され、1965年に立法的機関であるミクロネシア議会となった。その後、1978年9月29日の内務長官命令で、ミクロネシア連邦暫定議会、パラオ議会、マーシャル諸島議会にそれぞれ立法権が付与されたため（1978年10月1日施行）、従前のミクロネシア議会は1978年10月30日の合同決議で解散した。
なお、北マリアナ諸島の統治機構については、1976年3月24日付の内務長官命令により信託自治領政府の統治機構から分離され、さらに一院制の北マリアナ諸島議会が設けられた（行政権と立法権は分離したが、司法権は分離せず信託統治領高等裁判所の管轄下に置かれた）。

### 信託統治の終了
1978年7月12日にミクロネシア連邦憲法案の住民投票が行われたが、マーシャル諸島及びパラオがこれを承認しなかったため各地域は別々の道を歩むことになった。
ミクロネシア連邦
1979年4月25日の内務長官命令により統治機構が改編され、憲法を制定し、同年5月10日に自治政府が発足した。米国の大統領布告により1986年11月3日に信託統治協定は失効した（同日独立、自由連合盟約発効）。
マーシャル諸島
1979年4月25日の内務長官命令により統治機構が改編され、憲法を制定し、同年5月1日に自治政府が発足した。米国の大統領布告により1986年10月21日に信託統治協定は失効した（同日独立、自由連合盟約発効）。
北マリアナ諸島
米国の大統領布告により1986年11月3日に信託統治協定は失効した。
パラオ
1981年1月1日に憲法が施行され、自治政府が発足し、ミクロネシア連邦やマーシャル諸島と同等の地位を得た。パラオは最後まで信託統治地域となっていたが、1994年10月1日に信託統治が終了した（同日独立、自由連合盟約発効）。

## ギャラリー
- 米国旗、国連旗、太平洋諸島信託統治領旗
- 太平洋諸島信託統治領政府庁舎
- ミクロネシア議会
- 太平洋諸島信託統治領政府高等弁務官と職員
- ミクロネシア憲法会議代表者

## 歴代大統領
| 代 | 氏名               | 氏名 | 在職期間      | 備考                       |
| -- | ------------------ | ---- | ------------- | -------------------------- |
| 1  | ハリー・トルーマン |      | 1947年-1953年 | 第33代アメリカ合衆国大統領 |
| 10 | ビル・クリントン   |      | 1993年-1994年 | 第42代アメリカ合衆国大統領 |